# Bart Wolffe
Bart Wolffe, zimbabvejski dramatik, pesnik, režiser in igralec, * 1952, Zimbabve.